# Haragos sikló
A kaszpi haragossikló (Dolichophis caspius) (korábban haragos sikló, Coluber caspius) egy termetes eurázsiai kígyófaj, amely nevét a potenciális veszélyforrásokkal szemben tanúsított agresszív viselkedéséről kapta. Támadásainak hevessége miatt a népnyelv ugró siklóként is ismeri. Régebben alfajként tartották nyilván Coluber jugularis caspius néven, de a morfológiai és molekuláris vizsgálatok következtében önálló fajra emelték, és külön genuszba is sorolták. Közeli rokona a balkáni haragossikló (Hierophis gemonensis).

## Elterjedése
A faj Európában csak a Balkán bizonyos vidékein és a Fekete-tenger partvidékén fordul elő. Magyarországon korábban csak területről volt ismert a Budai-hegységben és a Villányi-hegységben, de 2000-ben az elhagyatott paksi téglagyár területén egy elpusztult példányára akadtak. A későbbiekben több kicsiny, elszigetelt  populációját fedezték fel a Duna nyugati partja mentén, érintetlen vagy alig zavart löszfalleszakadásokon. Kis-Ázsiában, a Közel-Keleten és a Kaszpi-tenger környékén is előfordul a napsütötte, sziklás hegy- és domboldalakon, gyakorta dús kúszónövényzet közelében.

## Alfajai
A fajnak két alfaja ismert.
- Dolichophis caspius caspius
- Dolichophis caspius eiselti

## Megjelenése
Átlagos testhossza 160-180 centiméteres, bár ritkán nagyobbra is megnőhet. Találtak már 2 méteres egyedet is. Feje és szemei is meglehetősen nagyok. A kifejlett példányok háta szürkésbarna, hasa sárgás. A háti pikkelyeken sárga csík húzódik. A fiatal egyedek szintén szürkés alapszínűek, de fekete foltok tarkítják őket, hasuk pedig piszkosszürke. A hímek és nőstények között szakember számára is nehezen állapítható meg a különbség.

## Életmódja
A haragos sikló az októberben kezdődő telelést rendkívül későn, május elején szakítja meg. Elsősorban madárfiókákkal és rágcsálókkal táplálkozik, de olykor gyíkokat és ízeltlábúakat is elfogyaszt. Ha napozik, azt rejtekadó aljnövényzet közvetlen közelében teszi. A veszélyforrást kiváló érzékszerveivel általában jó előre észleli, és ilyenkor gyorsan, ám meglehetősen zajosan menekül. Ha a fenyegetés közelebbről jön, a sikló nem habozik jóval nagyobb ellenfelét is megtámadni. Természetesen – sikló lévén – harapása nem mérgező, azonban hegyes fogaival fájó sebeket tud okozni.

## Szaporodása
A párzásra május és június fordulóján kerül sor, a nőstény ezután mintegy egy hónappal 6-16 tojást rak avar, kövek vagy moha alá. A kezdetben 0,5 méteres hosszú fiatalok augusztusban vagy szeptemberben kelnek ki.

## Védettsége
A haragos sikló magyarországi állománynagysága nem ismert, de valószínűleg jóval kisebb a korábbinál. A Budapest közelében élő példányok állandó stressznek és zaklatásnak vannak kitéve, illetve az elvadult kutyák fenyegetik őket. Az illegális befogás is károkat okoz, mivel a faj nem szelídül meg, és a stresszhatásba rendszerint belepusztul. A Szársomlyó fokozottan védett hegyén azonban valószínűleg garantálható a populáció fennmaradása.
Természetes ellenségei közé elsősorban sünök és ragadozó madarak tartoznak, de ezek is csak fiatalabb korában. Magyarországon, mint minden hazai kétéltű és hüllő, a haragos sikló is védett. Ritkasága miatt fokozott védettséget élvez, természetvédelmi értékét 500 000 forintban szabták meg.